# 파스타 알 포모도로

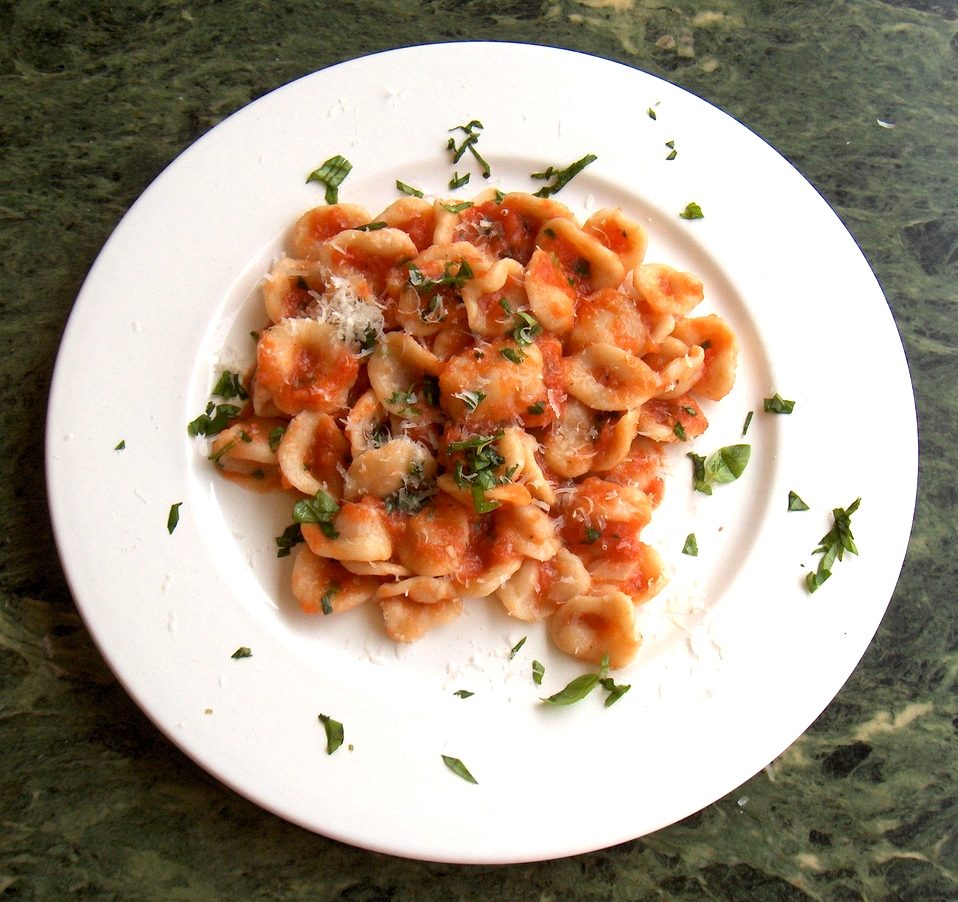
오르키에테 알 포모도로

파스타 알 포모도로(이탈리아어:Pasta al pomodoro)는 이탈리아의 요리로 파스타와 함께 올리브유, 바질, 토마토 그리고 신선한 재료를 갖고 만든다. 간편히 만들 수 있는 요리로 즐겨 소비하기에 많은 소스를 넣지는 않는다.
포모도로는 이탈리아어로 토마토를 의미한다.